# ان‌جی‌سی ۲۸۵
ان‌جی‌سی ۲۸۵ (انگلیسی: NGC 285) نام یک کهکشان در صورت فلکی نهنگ است.